# 장기왕: 가락시장 레볼루션
《장기왕: 가락시장 레볼루션》은 2017년에 개봉한 대한민국의 영화로, 2014년 서울특별시 서울영상위원회의 서울배경 독립영화 제작지원사업과 2015년 영화진흥위원회의 장편독립영화 후반작업 현물지원사업 등의 지원을 받았다.

## 등장 인물

### 주요 인물
- 정두원 : 두수 역
- 최시온 : 민주 역
- 박예영 : 두희 역
- 정다원 : 낙훈 역

### 주변 인물
- 전규일 : 양 사장님 역
- 김경익 : 장씨 아저씨 역
- 이장유 : 박 영감 역
- 김재록 : 고 선배 역
- 정도원 : 컴돌이 역
- 이태경 : 엄마 역
- 안선영 : 희빈 역
- 홍지석 : 승묵 역
- 배유람 : 까불이 학생 역

### 그 외
- 임태호 : 중국집 사장 역
- 박재영 : 최씨 역
- 이천희 : 곽씨 역
- 석정만 : 복덕방 킴 역
- 유명상 : 남영동 뻐꾸기 역
- 표성식 : 강북의 여우 역
- 김지한 : 로터리 박 역
- 정춘업 : 계동 발바리 역
- 이승철 : 빚돌이 역
- 전희련 : 슈퍼맨 역
- 이정민 : 정 박사 역
- 임영우 : 연극반 선배 역
- 김기훈 : 연극반 스텝 1 역
- 이종우 : 연극반 스텝 2 역
- 이윤형 : 여고 연극반 1 역
- 이윤형 : 여고 연극반 2 역
- 박인아 : 독서실 여학생 역
- 문대성 : 부장 역
- 주용 : 과장 역
- 제희원 : 노래방 회사원 1 역
- 김대경 : 노래방 회사원 2 역
- 심규진 : 노래방 회사원 3 역
- 전금한 : 임원 1 역
- 오영호 : 임원 2 역
- 이택근 : 용역소장 역
- 남신우 : 용역 1 역
- 정준화 : 용역 2 역
- 홍지석 : 용역 3 역
- 최요셉 : 용역 4 역
- 권태두 : 용역 5 역
- 박나남 : 용역 6 역
- 황우상 : 탑골공원 노인 역
- 정지형 : 고가구 상인 역
- 최지숙 : 마담 역
- 송치영 : 지하철 게임남 역
- 구한회 : 기자 1 역
- 곽민규 : 기자 2 역
- 이서하 : 기자 3 역
- 김태양 : 기자 4 역
- 이다현 : 철거반대직원 역
- 정진재 : 자전거 학생 1 역
- 송치영 : 자전거 학생 2 역

## 이모저모
- 영화의 티저 예고편에 전석호와 고경표가 특별 출연하였다.[1]